# IBM Notes
IBM Notes (do marca 2013 jako Lotus Notes) – aplikacja-klient środowiska do pracy grupowej Lotus Notes/Domino. Początkowo nazwa Notes oznaczała cały system, lecz od wersji Release 4 (R4) (premiera w 1996 roku), serwer systemu nosi miano Lotus Domino.

## Historia
Program został stworzony przez Raya Ozzie oraz Mitcha Kapora w latach 80. XX wieku, w pewnym stopniu będąc wzorowany na oprogramowaniu PLATO Notes, opracowanym i używanym na Uniwersytecie w Illinois.
Premiera rynkowa pierwszej wersji Notes (Release 1) miała miejsce w 1989 roku.
Aplikacja jest aktualnie rozwijana przez korporację IBM, która przejęła firmę Lotus Development Corporation w roku 1995.

## Wersje
Najnowszą obecnie (wrzesień 2007) wersją produkcyjną jest R8 (8.0), jej nazwa kodowa to Hannover. Od połowy marca 2007 roku była dostępna publiczna wersja Lotus Notes R8 Beta 2, wprowadzenie na rynek odbyło się w sierpniu 2007 roku.
Wersja R8 wyróżnia się zintegrowaniem z klientem Notes zestawem aplikacji biurowych (edytor tekstu, arkusz kalkulacyjny, program do tworzenia prezentacji) IBM Productivity Tools, bazujących na formacie OpenDocument, a także wbudowanym czytnikiem RSS. Nowością jest również to, że wersja R8 działa natywnie na systemie operacyjnym Linux.